# Вишківське
Ви́шківське —  село в Україні, у Білоцерківському районі Київської області, у складі Ставищенської селищної громади. Розташоване за 6 км на північний захід від смт Ставище та за 2,5 км від автошляху М05. Населення становить 64 осіб.

## Населення

### Мова
Розподіл населення за рідною мовою за даними перепису 2001 року:
| Мова       | Кількість | Відсоток |
| ---------- | --------- | -------- |
| українська | 64        | 100%     |

| Україна | Це незавершена стаття з географії України. Ви можете допомогти проєкту, виправивши або дописавши її. |

1. ↑  Рідні мови в об'єднаних територіальних громадах України — Український центр суспільних даних